# Кадевере, Тино
Филана Тинотенда Кадевере (фр. Tinotenda "Tino" Kadewere; род. 5 января 1996, Хараре) — зимбабвийский футболист, нападающий клуба «Арис (Салоники)» и сборной Зимбабве.

## Клубная карьера
Начал профессиональную карьеру в клубе «Хараре Сити» из своего родного города. Летом 2015 года Тино на правах аренды перешёл в шведский «Юргорден». 29 августа в матче против клуба «Хальмстад» он дебютировал в Аллсвенскане. По окончании аренды клуб выкупил трансфер Кадевере. 26 июля 2016 года в поединке против «Сундсвалля» он забил свой первый гол за «Юргорден».

## Международная карьера
26 декабря 2016 года в товарищеском матче против сборной Кот-д’Ивуара Кадевере дебютировал за сборную Зимбабве.
В 2017 году Тино принял участие в Кубке Африки в Габоне. На турнире он был запасным и на поле не вышел.

#### Голы за сборную
| №  | Дата           | Место                          | Соперник | Счёт | Результат | Турнир                   |
| -- | -------------- | ------------------------------ | -------- | ---- | --------- | ------------------------ |
| 1. | 9 июня 2018    | Питер Мокаба, Полокване, ЮАР   | Замбия   | 1-0  | 4-2 д.в.  | Кубок КОСАФА 2018        |
| 2. | 9 июня 2018    | Питер Мокаба, Полокване, ЮАР   | Замбия   | 2-2  | 4-2 д.в.  | Кубок КОСАФА 2018        |
| 3. | 12 ноября 2020 | 5 июля 1962 года, Алжир, Алжир | Алжир    | 1-3  | 1-3       | Квалификация на КАН 2021 |

## Достижения

### Клубные

#### «Юргорден»
- Обладатель Кубка Швеции: 2017/18

### Международные
- Обладатель Кубка КОСАФА: 2018

### Индивидуальные
- Лучший бомбардир Лиги 2: 2019/20 (20 голов)